# Koziorożec (astrologia)

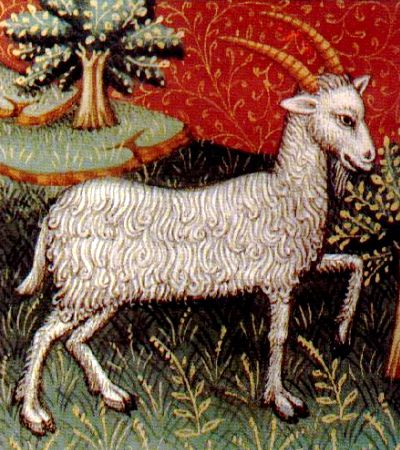
XV-wieczny rysunek przedstawiający koziorożca

Koziorożec (♑) (łac. Capricornus) – dziesiąty astrologiczny znak zodiaku. Znak ten jest przypisywany osobom urodzonym w czasie obserwowania Słońca w tym znaku, to znaczy na odcinku ekliptyki pomiędzy 270° a 300° długości ekliptycznej. Wypada to między 21/22 grudnia a 19/20 stycznia – dokładne ramy czasowe zależą od rocznika. Czasem przyjmuje się umowne granice – według Evangeline Adams (1868–1932) był to okres między 23 grudnia a 21 stycznia. Znak Koziorożca przypisuje się również osobom urodzonym w trakcie wschodzenia tego znaku.